# Karate kölyök – Legendák
A Karate kölyök – Legendák (eredeti cím: Karate Kid: Legends) 2025-ben bemutatott amerikai harcművészeti filmdráma, amelyet Rob Lieber forgatókönyvéből Jonathan Entwistle rendezett. A Karate Kölyök filmsorozat hatodik, a 2010-es A karate kölyök óta megjelent legújabb része, illetve a Cobra Kai című televíziós sorozat folytatása. A főbb szerepekben Jackie Chan és Ralph Macchio látható, akik mindketten megismétlik a korábbi filmekből ismert szerepüket. A további fontosabb szereplőket Ben Wang, Joshua Jackson, Sadie Stanley és Ming-Na Wen alakítja. Ez az első olyan film a sorozatban, melynek producere nem a 2015-ben elhunyt Jerry Weintraub volt.
Az Egyesült Államokban és Kanadában 2025. május 30-án mutatta be a Sony Pictures Releasing. Magyarországon egy nappal korábban, május 29-én került mozikba az InterCom forgalmazásában.

## Cselekmény
1985 nyarán Mr. Miyagi elmeséli az akkor kamasz Daniel LaRussónak a Miyagi család által gyakorolt karatestílus eredetét, valamint a Miyagi és a Han családok közötti kapcsolatot. Mr. Miyagi 17. századi őse, Shimpo Miyagi Japán partjainál halászott, majd Kínában kötött ki. A Han család befogadta és megtanította a kung-fura, amelyet Okinawába visszatérve a Miyagi család karatéjának fejlesztésére használt fel.
Napjainkban Mr. Han egy pekingi wuguan (kung-fu iskola) nagyra becsült shifu mestere. Tanítványai között van dédunokaöccse, Li Fong. Li orvos édesanyja megérkezik, hogy elmondja Linek és Mr. Hannak, munkát vállal New Yorkban, emiatt Linek abba kell hagynia a harcművészetet. Ráadásul Li bátyját, Bót nemrég egy bosszúszomjas legyőzött ellenfél késelte halálra.
New Yorkban Li a kulturális különbségek miatt nehezen illeszkedik be az iskolában. Megismerkedik Mia Lipanival, az egykori helyi bokszbajnok, Victor Lipani lányával, aki most egy pizzéria tulajdonosa. Romantikus kapcsolatba kezdenek, viszont emiatt meggyűlik a bajuk Mia agresszív exbarátjával, a helyi karatebajnok Conor Day-jel. Miután Conor megüti Li-t, anyja szerződtet egy tanítót, Alant, aki hamar a barátjává válik. Li később az iskolában újra összetűzésbe kerül Conorral, de rájön, a fiú erősebb harcos nála. Li megpróbálkozik egy „Sárkányrúgás” nevű ugró-pörgő rúgással, amit Bótól tanult, ám Conor kivédi azt és legyőzi őt.
Egy éjszaka Li szemtanúja lesz, amint Victort bűnözők támadják meg, akiket az uzsorás O'Shea (övé a karate dojo, ahol Conor edz) küldött. Li közbelép és legyőzi a támadókat. Victor úgy dönt, visszatér a ökölvíváshoz, így próbálva törleszteni adósságát és megmenteni a pizzériáját. Li habozik elvállalni az oktatását, de miután telefonon megbeszélte ezt Mr. Hannal, mégis beleegyezik, és később Victor alkalmazottja lesz a pizzériában. Victor visszatérő mérkőzésén az ellenfél O'Shea utasítására szabálytalan ütésekkel kiüti őt és Victor kórházba kerül. Li nem segít neki, mert megbénítja Bo halálának emléke, ezzel csalódást okoz Miának. Li kórházban dolgozó édesanyja is csalódottságának ad hangot, amiért Li továbbra is harcművészetekkel foglalkozik. 
Mr. Han megérkezik New Yorkba, hogy kérdőre vonja Li-t, aki több telefonhívását is figyelmen kívül hagyta. Miután megtudja az igazságot, Mr. Han a harcművészetekhez való visszatérésére és a közelgő Öt kerület bajnokságon való részvételre bátorítja a fiút, ezzel is segítve barátainak, egyben szembenézve a múltjával. Han Los Angelesbe látogat, ahol Daniel LaRusso segítségét kéri. Daniel habozva, de csatlakozik hozzájuk New Yorkban. Közben Victor teljesen felépül sérüléseiből, Mia és Li pedig kibékültek egymással.
Li a kung-fu-t Mr. Hantól, a Miyagi-Do karatét pedig Danieltől sajátítja el. Alan kölcsönadja Li-nek a tetőkertjét, mint rögtönzött edzőtermet. Mr. Han és Daniel kifejlesztik a Sárkányrúgás új változatát, hogy az ellenfelet ellentámadásba csalják, amit Li ki tud kerülni és vissza tud fordítani.
Li az Öt kerület bajnokságon eljut a döntőbe Conor ellen. O'Shea verőembereket küld Li ellen, de Mr. Han és Daniel legyőzi őket. Mr. Han meggyőzi Li édesanyját, hogy a harcművészetek jótékony hatással fiára, mivel segítenek neki leküzdeni tragikus múltját. Li és Conor egy intenzív, nyolcpontos mérkőzésen néz farkasszemet egymással. Conor kezdetben uralja a mérkőzést, de Li végül összeszedi magát, és sikerül kiegyenlítenie. Li ezután megcsinálja a új Sárkányrúgást, megnyeri a meccset, ezáltal legyőzi félelmeit is. Conor egy alattomos támadással vág vissza, de Li gyorsan legyőzi őt, majd megkegyelmez ellenfelének, kivívva ezzel Conor tiszteletét.
Később Victor nyit egy második pizzériát, Mr. Han visszatér Kínába. Los Angelesben Daniel egy fagyasztott pizzaszállítmányt kap Li-től, benne egy üzenettel és köszönetképpen egy fényképpel. A férfi Johnny Lawrence-szel arról vitatkozik, vajon a New York-i pizza jobb-e a kaliforniai pizzánál. Johnny egy új üzleti ötlettel áll elő – egy dojo témájú Miyagi-Dough pizzériával, Daniel legnagyobb bosszúságára.

## Szereplők
| Szerep          | Színész                | Magyar hang         |
| --------------- | ---------------------- | ------------------- |
| Mr. Han         | Jackie Chan            | Kassai Károly       |
| Daniel LaRusso  | Ralph Macchio          | Görög László        |
| Li Fong         | Ben Wang               | Katona Péter Dániel |
| Victor Lipani   | Joshua Jackson         | Mészáros Béla       |
| Mia Lipani      | Sadie Stanley          | Horgas Ráhel        |
| Dr. Fong        | Ming-Na Wen            | Tóth Ildikó         |
| Connor Day      | Aramis Knight          | L. Nagy Attila      |
| Alan            | Wyatt Oleff            | Kenéz Ágoston       |
| Ms. Morgan      | Shaunette Renée Wilson | Grisnik Petra       |
| Johnny Lawrence | William Zabka          | Simon Kornél        |

### Magyar változat
- Bemondó: Galambos Péter
- Magyar szöveg: Tóth Tamás
- Hangmérnök: Gábor Dániel
- Vágó: Simkóné Varga Erzsébet
- Gyártásvezető: Hodos Edina
- Szinkronrendező: Majoros Eszter
- Produkciós vezető: Hagen Péter

A szinkront a Mafilm Audio Kft. készítette el.

## A film készítése
A 2010-es remake folytatását nem sokkal annak bemutatója után jelentették be, ismét Jaden Smith, Taraji P. Henson és Jackie Chan főszereplésével. Breck Eisner 2014 áprilisában kapott megbízást a rendezésre. Addigra a forgatókönyv két vázlatát már megírta Ethan Reiff és Cyrus Voris írópáros, valamint Zak Penn. Eisner három hónappal később kiszállt a projektből, ezután Jeremiah Friedman és Nick Palmer új forgatókönyvet írt. 2017 áprilisában Eisner visszatért, de októberre Chan elégedetlenségét fejezte ki a film forgatókönyvével kapcsolatban.
2022 szeptemberében megerősítették, hogy egy új játékfilm van előkészületben, amelyet úgy jellemeztek, mint „az eredeti Karate kölyök franchise visszatérését”. 2023 novemberében bejelentették, hogy Jonathan Entwistle rendezi a filmet, a forgatókönyvet Rob Lieber írta, a producer pedig Karen Rosenfelt lesz.
Dominic Lewis szerezte a film zenéjét.
A hírek szerint 2023 augusztusában Chan újra szerepet kapott a filmben. 2023 november végén hivatalosan is kiderült, hogy Chan és Macchio csatlakozott a stábhoz. Később kiderült, a remake és a Cobra Kai sorozat ugyanabban a filmes univerzumban játszódik. Ezen kívül Chan és Macchio világszerte meghirdetett egy nyílt castingot, amelynek keretében színészt keresnek a film címszereplőjének szerepére – egy kínai tinédzsert, aki a keleti partra költözik, és elkezd harcművészetet tanulni.
2024 februárjában Ben Wang kapta meg a címszereplő, Li Fong szerepét. Márciusban Joshua Jackson, Sadie Stanley és Ming-Na Wen meg nem nevezett szerepeket kapott. Áprilisban Aramis Knight és Wyatt Oleff csatlakozott a szereplőgárdához.
A forgatás 2024. április 1-jén kezdődött Montrealban, és június 3-án fejeződött be Victory Boulevard munkacímmel.

## Bemutató
A Karate kölyök – Legendák 2025. május 30-án jelent meg az Egyesült Államokban és Kanadában. A film eredetileg 2024. június 7-én került volna a mozikba, de a 2023-as SAG-AFTRA sztrájk miatt 2024. december 13-ra halasztották. Ezt követően ismét eltolták 2025 májusára, hogy elkerüljék az ütközést a Cobra Kai utolsó évadával.

## Fordítás
- Ez a szócikk részben vagy egészben  a   Karate Kid: Legends című angol Wikipédia-szócikk ezen változatának fordításán alapul.  Az eredeti cikk szerkesztőit annak laptörténete sorolja fel. Ez a jelzés csupán a megfogalmazás eredetét és a szerzői jogokat jelzi, nem szolgál a cikkben szereplő információk forrásmegjelöléseként.